# 苯磺隆
苯磺隆是一种有机化合物，化学式为C15H17N5O6S，是一种磺酰脲类除草剂。它可由2-甲氧羰基苯磺酰胺、2-甲基-4-甲氨基-6-甲氧基-1,3,5-三嗪和光气在二甲苯中反应制得。